# Ibadan North-West
Ibadan North-West è una delle trentatré aree a governo locale (local government areas) in cui è suddiviso lo stato di Oyo, nella Repubblica Federale della Nigeria.
Si estende su una superficie di 26 km² e conta una popolazione di 152.834  abitanti.